# Peter Armbruster
Peter Armbruster   (Dachau, 25 de juliol de 1931 - Darmstadt, 26 de juny de 2024) va ser un físic alemany que dirigí la síntesi dels sis elements químics que van del bohri al copernici, ambdós inclosos.

## Biografia
Entre el 1952 i el 1957, Armbruster estudià física, primer a la Universitat Tècnica de Stuttgart i després a la Universitat Tècnica de Múnic. En aquesta darrera s'hi doctorà el 1961 sota la direcció de Heinz Maier-Leibnitz (1911-2000). Entre 1965 i 1970, treballà al Centre d'Investigació de Jülich, Rin del Nord-Westfàlia, estudiant la fissió nuclear i la interacció d'ions pesats. El 1968 fou professor a la Universitat de Colònia (1968). El 1971 ocupà una plaça d'investigador principal a la Societat per a la Recerca en Ions Pesants (GSI) a Darmstadt, aleshores Alemanya Occidental. Allà treballà durant més de dues dècades per sintetitzar elements superpesants, un grup d'elements químics relativament estables amb nombres atòmics al voltant de 114 i nucleons al voltant de 298. També, entre 1989 i 1992, exercí de director de recerca de l'Institut Laue-Langevin a Grenoble, França.

## Obra
A principis dels anys quaranta es començaren a sintetitzar nous elements químics que no existien a la natura i que tenien un nombre atòmic superior a 92, el de l'urani. La síntesi d'elements més pesats que el fermi, de nombre atòmic 100, plantejà nous reptes degut a l'extrema inestabilitat d'aquests elements. L'equip d'Armbruster, així com científics d'altres centres de recerca, desenvoluparen tècniques sintètiques més sofisticades. A principis dels anys 1980 Gottfried Münzenberg, de l'equip d'Armbruster a la Societat per a la Recerca en Ions Pesants (GSI) a Darmstadt, dirigí un grup de científics que aconseguiren produir bohri, hassi i meitneri, elements amb nombres atòmics 107, 108 i 109, respectivament. El 1994, en un termini de dos mesos, un grup dirigit per Sigurd Hofmann creà el darmstadti i el roentgeni, de nombres atòmics 110 i 111, respectivament. El 9 de febrer de 1996, Sigurd Hofmann dirigí la síntesi del copernici, l'element 112. A l'experiment només es detectà un únic àtom i en menys d'una mil·lèsima de segon es desintegrà. Malgrat el seu curt període de vida el detector dissenyat per l'equip d'Armbruster aconseguí identificar-lo.

Elements sintetitzats al GSI
Bohri
Hassi
Meitneri
Darmstadti
Roentgeni
Copernici

El 1996 Armbruster inicià un projecte al GSI destinat a desenvolupar aplicacions per a reaccions d'espal·lació. El seu equip estudià les reaccions d'espal·lació a una energia de 1 GeV i analitzà el potencial d'aquestes reaccions en la producció d'energia, així com en sistemes accelerats (ADS), que podrien ser utilitzada per eliminar de residus nuclears.